# Hot Summer (DJ Durel e Migos)
Hot Summer è un singolo del rapper DJ Durel e del gruppo musicale statunitense Migos pubblicato il 27 luglio 2018.

## Tracce
Testi e musiche di Kiari Cephus, Quavious Marshall, Kirsnick Ball, Daryl McPherson.
1. Hot Summer – 3:58